# Convolvulus galaticus
Convolvulus galaticus är en vindeväxtart som beskrevs av Rostan och Jacques Denys Denis Choisy. Convolvulus galaticus ingår i släktet vindor, och familjen vindeväxter. Inga underarter finns listade i Catalogue of Life.